# New Haven (Missouri)
New Haven è un comune degli Stati Uniti d'America, situato nello Stato del Missouri, nella contea di Franklin.